# 1713 w sztukach plastycznych
Wydarzenia w sztukach plastycznych i wizualnych w 1713 roku.

## Zmarli
- 15 grudnia – Carlo Maratta (ur. 1625), włoski malarz[1]